# مغنولية بوليفية
ماغنوليا بوليفية (الاسم العلمي: Magnolia boliviana) هي نوع من النباتات تتبع جنس الماغنوليا من الفصيلة الماغنولية.